# كهف عش السنونو
كهف عش السنونو (بالإنجليزية: Swallow's Nest Cave)‏ هو كهف يقع ضمن أقاليم ما وراء البحار البريطانية في منطقة جبل طارق التابعة للتاج البريطاني.